# Marija Magdalena (Cerkniško jezero)
Marija Magdalena je pritok potoka Stržen, ki teče po Cerkniškem polju in polni Cerkniškega jezera.